# Guwançmuhammet Öwekow
Guwançmuhammet Öwekow (Aşgabat, 2 febbraio 1981) è un ex calciatore turkmeno, di ruolo attaccante.

## Caratteristiche tecniche
Era una punta centrale.

## Carriera

### Club
Ha cominciato a giocare al Nisa Aşgabat. Nel 2001 è passato all'Arsenal Kiev, in cui ha militato fino al 2004. Durante questa esperienza è stato ceduto in prestito al Borysfen (nel 2003), al CSKA Kiev (2003-2004) e al Vorskla (2004). Nel 2005 è stato acquistato dal Navbahor Namangan. Nel 2006 si è trasferito allo Zorja. Nel 2007 è stato acquistato dal Charkiv. Nel 2008 è passato al Jetisý. Nel 2009 si è trasferito al Navbahor Namangan. Nel 2010 ha firmato un contratto con lo Xorazm. Nel 2011 è stato acquistato dal Balkan. Nel 2014 ha firmato un contratto con l'Ahal.

### Nazionale
Ha debuttato in Nazionale il 30 ottobre 2003, in Emirati Arabi Uniti-Turkmenistan (1-1), in cui è subentrato al minuto 53 a Didargylyç Urazow. Ha messo a segno le sue due prime reti con la maglia della Nazionale il 19 novembre 2003, in Turkmenistan-Afghanistan (11-0), in cui ha siglato la rete del momentaneo 1-0 al minuto 6 e la rete del momentaneo 5-0 al minuto 35. Ha collezionato in totale, con la maglia della Nazionale, 23 presenze e 9 reti.

## Palmarès

### Club

#### Competizioni nazionali
- Campionato di calcio del Turkmenistan: 3

Nisa Aşgabat: 2001
Balkan: 2011, 2012
- Coppa del Turkmenistan: 2

Balkan: 2012
Ahal: 2014